# Rinov Rivaldy
Rinov Rivaldy (* 12. November 1999 in Bekasi, Jawa Barat) ist ein indonesischer Badmintonspieler.

## Karriere
Rivaldy konnte bereits in seiner Juniorenzeit auf sich aufmerksam machen, als er 2013 in der Altersklasse U15 in zwei Disziplinen Asienmeister und zwei Jahre später mit der indonesischen Mannschaft Vizeweltmeister der Junioren wurde. Im Jahr darauf erspielte er bei der Vietnam International Series seinen ersten internationalen Titel und im Mixed bei den Juniorenasienmeisterschaften an der Seite von Apriyani Rahayu die Bronzemedaille. Bei der folgenden Austragung des Wettbewerbs wurde Rivaldy im Teamwettbewerb Zweiter, während er bei den Juniorenweltmeisterschaften im Herrendoppel auf dem Podium stand und im Gemischten Doppel mit Pitha Haningtyas Mentari triumphierte. 2018 war er mit seinem Sieg bei den Indonesia Masters Super 100 zum ersten Mal bei einem Wettkampf der BWF World Tour erfolgreich und zog ins Finale der Syed Modi International ein. Im nächsten Jahr wurde Rivaldy bei den Swiss Open Vizemeister, erspielte bei den Südostasienspielen die Bronzemedaille und gewann mit der Indonesischen Nationalmannschaft bei dem Wettkampf. Zwei Jahre später siegte er mit Mentari im Endspiel der Spain Masters gegen die Dänen Niclas Nøhr und Amalie Magelund. 2022 kam Rivaldy sowohl im Mannschaftswettbewerb, als auch im Gemischten Doppel bei den Südostasienspielen auf das Podium, bevor er ins Finale der Malaysia Masters einzog.

## Sportliche Erfolge
| Jahr | Veranstaltung                           | Platz | Disziplin    | Spielpartner             |
| ---- | --------------------------------------- | ----- | ------------ | ------------------------ |
| 2013 | U15 Asienmeisterschaft 2013             | 1.    | Herrendoppel | Rifku Nur Alam           |
| 2013 | U15 Asienmeisterschaft 2013             | 1.    | Mixed        | Vania Arianti Sukoco     |
| 2015 | Juniorenweltmeisterschaft 2015          | 2.    | Mannschaft   | Indonesien               |
| 2015 | Italian Juniors 2015                    | 2.    | Herrendoppel | Andika Ramadiansyah      |
| 2015 | Indonesische Juniorenmeisterschaft 2015 | 1.    | Mixed        | Vania Arianti Sukoco     |
| 2016 | U19 Asienmeisterschaft 2016             | 3.    | Mixed        | Apriyani Rahayu          |
| 2016 | Vietnam International Series 2016       | 1.    | Mixed        | Vania Arianti Sukoco     |
| 2016 | Indonesia Juniors 2016                  | 2.    | Herrendoppel | Andika Ramadiansyah      |
| 2016 | Indonesia Juniors 2016                  | 1.    | Mixed        | Apriyani Rahayu          |
| 2017 | U19 Asienmeisterschaft 2017             | 2.    | Mannschaft   | Indonesien               |
| 2017 | Juniorenweltmeisterschaft 2017          | 3.    | Herrendoppel | Yeremia Rambitan         |
| 2017 | Juniorenweltmeisterschaft 2017          | 1.    | Mixed        | Pitha Haningtyas Mentari |
| 2017 | Indian Juniors 2017                     | 1.    | Herrendoppel | Rehan Naufal Kusharjanto |
| 2017 | Indian Juniors 2017                     | 2.    | Mixed        | Angelica Wiratama        |
| 2018 | Indonesia Masters Super 100             | 1.    | Mixed        | Pitha Haningtyas Mentari |
| 2018 | Syed Modi International 2018            | 2.    | Mixed        | Pitha Haningtyas Mentari |
| 2019 | Südostasienspiele 2019                  | 3.    | Mixed        | Pitha Haningtyas Mentari |
| 2019 | Südostasienspiele 2019                  | 1.    | Mannschaft   | Indonesien               |
| 2019 | Swiss Open 2019                         | 2.    | Mixed        | Pitha Haningtyas Mentari |
| 2021 | Spain Masters 2021                      | 1.    | Mixed        | Pitha Haningtyas Mentari |
| 2022 | Südostasienspiele 2021                  | 3.    | Mixed        | Pitha Haningtyas Mentari |
| 2022 | Südostasienspiele 2021                  | 3.    | Mannschaft   | Indonesien               |
| 2022 | Malaysia Masters 2022                   | 2.    | Mixed        | Pitha Haningtyas Mentari |